# Шак, Отто Фридрих Людвиг фон
Отто Фридрих Людвиг фон Шак (нем. Otto Friedrich Ludwig von Schack; 3 февраля 1763, Берлин — 29 сентября 1815, там же) — прусский офицер жандармского полка и прототип литературного персонажа романа Теодора Фонтане «Шах фон Вутенов».

## Биография
Отто Фридрих Людвиг фон Шак — сын Гнеомара Бернда Вильгельма фон Шака (1730—1776) и его супруги Юлии Марии Луизы фон Врех (1738—1769), дочери генерал-лейтенанта Адама Фридриха фон Вреха. Его сестра Юлиана Луиза (1760—1835) была супругой министра Августа Фридриха Фердинанда фон дер Гольца.
В 1777 году Шак был принят в звании штандарт-юнкера в жандармский кавалерийский полк. 15 мая 1780 года получил звание корнета. 1 июня 1786 года Шака приняли рыцарем в иоаннитский орден. В 1794 году принимал участие в сражениях в Южной Пруссии и удостоился ордена Pour le Mérite. 6 февраля 1796 года получил звание штаб-ротмистра, 9 января 1802 года стал командиром эскадрона, 9 августа 1803 года получил майорское звание. 29 сентября 1815 года Шак застрелился в Берлине.
На смену умершему Фридриху II королём Пруссии стал Фридрих Вильгельм II, наслаждавшийся жизнью от всей души. И его гвардейский жандармский полк ему не уступал. Офицер Шак волочился за женщинами и часто мелькал на многих придворных и светских празднествах. К тому же он питал слабость к лошадям, на что также требовались крупные деньги.
Особую известность получили скачки 6 мая 1797 года из Берлина в Шарлоттенбург, на которых конь Шака уступил своему сопернику лишь тридцать шагов. Берлинцы заполонили улицу, ставки были огромными. Шак был богатым наследником, но его расходы превысили доход, и уже в 1796 году он решил продать своё поместье Клоксин, чтобы рассчитаться с долгами. Тогда это не удалось, но 26 июня 1797 года Клоксин за 61 тыс. талеров приобрёл генерал-майор Жорж Фердинанд фон Дамм. 6 июля 1799 года Шак продал своё основное имение в Прильвице тайному финансовому советнику Августу Генриху фон Боргштеде за 170 тыс. талеров. В конце концов он растратил и эти деньги. Чтобы выйти из финансового кризиса, Шак решил жениться на состоятельной и образованной, но уродливой Виктуар фон Крайен, дочери известной хозяйки берлинского салона Генриетты фон Крайен. Но перед свадьбой Шак застрелился, опасаясь насмешек полковых товарищей.